# Delavirdina
Delavirdina é um fármaco utilizado em medicamentos como antiviral.